# Бейль, Франсуа
Франсуа́ Бейль (фр. François Bayle; 27 апреля 1932, Таматаве, Мадагаскар) — французский композитор, один из пионеров в области
конкретной и акусматической музыки.

## Творческая биография
Родился в 1932 году в Таматаве, Мадагаскар, где прожил до 14 лет, после чего переехал со своей семьёй во Францию.
В 1946—1954 годах занимался музыкальными исследованиями в Бордо.
В 1955—1959 годах обучался композиции у Оливье Мессиана в Парижской консерватории.
В 1961—1962 годах обучался электронной музыке у Карлхайнца Штокхаузена на его знаменитых курсах в Дармштадте.
В 1960 году присоединился к Группе музыкальных исследований (Groupe de Recherches Musicales — GRM), возглавляемой Пьером Шеффером; по рекомендации Шеффера руководил этой группой в 1966—1998 годах, объединив её деятельность с деятельностью Французского «Institut National De l’Audiovisuel» (INA).
На должности руководителя INA организовывал симпозиумы, семинары, концерты, радио передачи и другие мероприятия, посвященные различным проблемам развития конкретной, электронной и акусматической музыки.
Создал «новую концепцию оркестровки и пространственной организации электронных звучаний» — «Acousmonium» (1974).
В 1997 году Франсуа Бейль основал свою собственную студию звукозаписи «Magison», под лейблом которой выпустил 18 CD авторской музыки.

## Основные произведения
- 1960 Points critiques (instrumental)
- 1962 Trois portraits d’un Oiseau-Qui-N’existe-Pas
- 1962 L’objet captif (instrumental)
- 1963 L’Archipel (quatuor à cordes)
- 1963 Pluriel, pour 19 instruments et haut-parleurs (in Concert Collectif du Grm)
- 1966 Lignes et points
- 1967 Espaces inhabitables
- 1969 Jeïta ou Murmure des eaux
- 1971 Trois Rêves d’oiseau
- 1969—1972 L’Expérience Acoustique [suite comprenant: 1-L"Aventure du Cri/2-le langage des fleurs/3-La preuve par le sens/4-L'épreuve par le son/5-La philosophie du non]
- 1972 Purgatoire, d’après La Divine Comédie, de Dante
- 1973 Vibrations composées
- 1974 Grande polyphonie
- 1976 Camera oscura
- 1978 Tremblement de terre très doux
- 1979—1980 Erosphère [suite comprenant: 1-La fin du bruit/2-Tremblement de terre très doux/3-Toupie dans le ciel]
- 1982 Les Couleurs de la nuit
- 1980—1983 Son Vitesse-Lumière [suite comprenant: 1-Grandeur nature/2-Paysage, personnage, nuage/3-Voyage au centre de la tête/4-Le sommeil d’Euclide/5-Lumière ralentie]
- 1984 Aéroformes
- 1985 Motion-Emotion
- 1987—1988 Théâtre d’Ombres
- 1989 Mimaméta
- 1991 Fabulae [suite comprenant: 1-Fabula/2-Onoma/3-Nota/4-Sonora]
- 1994—1995 La main vide [suite comprenant: 1-Bâton de pluie/2-La fleur future/3-Inventions]
- 1996 Morceaux de ciels
- 1999 Jeîta-retour
- 1999 Arc (pour Gérard Grisey)
- 2000—2001 La forme du temps est un cercle [suite comprenant: 1-Concrescence/2-Si loin, si proche/3-Tempi/4-Allures/5-Cercles]
- 2002—2004 La forme de l’esprit est un papillon [suite comprenant: 1-Ombrages et trouées/2-Couleurs inventées]
- 2005 Univers nerveux
- 2008—2009 L’Oreille étonnée
- 2010 Rien n’est réel [suite comprenant: 1-Sensations/2-Perceptions]
- 2011 Deviner-devenir

## Призы и награды
- Grand Prix des Compositeurs SACEM 1978
- Grand Prix National du Disque 1981
- Commandeur des Arts et Lettres 1986
- Prix Ars Electronica Linz 1989
- Grand Prix de la Musique de la Ville de Paris 1996
- Grand Prix Charles Cros 1999 (pour l’ensemble du Catalogue CD Magison)
- Chevalier de la Légion d’Honneur 1991
- Officier dans l’Ordre National du Mérite 1997